# Chéserex
Chéserex is een gemeente en plaats in het Zwitserse kanton Vaud, en maakt deel uit van het district Nyon.
Chéserex telt 1186 inwoners.
Bij Chéserex ligt de Golf & Country Club de Bonmont.